# Erick Castillo
Erick Leonel Castillo Arroyo, noto semplicemente come Erick Castillo (Esmeraldas, 5 febbraio 1995), è un calciatore ecuadoriano, centrocampista dell'Alianza Lima.

## Caratteristiche tecniche
È un esterno destro.

## Carriera

### Club
È cresciuto nel settore giovanile dell'Independiente del Valle, club con il quale non ha tuttavia mai esordito. Ha disputato il primo match fra i professionisti il 30 marzo 2013 disputando l'incontro di Primera Categoría Serie A perso 2-1 contro l'Emelec.

### Nazionale
Il 26 luglio 2017 ha debuttato con la nazionale ecuadoriana giocando l'amichevole vinta 3-1 contro Trinidad e Tobago.

## Statistiche

### Cronologia presenze e reti in nazionale
| Cronologia completa delle presenze e delle reti in nazionale ― Ecuador | Cronologia completa delle presenze e delle reti in nazionale ― Ecuador | Cronologia completa delle presenze e delle reti in nazionale ― Ecuador | Cronologia completa delle presenze e delle reti in nazionale ― Ecuador | Cronologia completa delle presenze e delle reti in nazionale ― Ecuador | Cronologia completa delle presenze e delle reti in nazionale ― Ecuador | Cronologia completa delle presenze e delle reti in nazionale ― Ecuador | Cronologia completa delle presenze e delle reti in nazionale ― Ecuador |
| Data                                                                   | Città                                                                  | In casa                                                                | Risultato                                                              | Ospiti                                                                 | Competizione                                                           | Reti                                                                   | Note                                                                   |
| ---------------------------------------------------------------------- | ---------------------------------------------------------------------- | ---------------------------------------------------------------------- | ---------------------------------------------------------------------- | ---------------------------------------------------------------------- | ---------------------------------------------------------------------- | ---------------------------------------------------------------------- | ---------------------------------------------------------------------- |
| 26-7-2017                                                              | Guayaquil                                                              | Ecuador                                                                | 3 – 1                                                                  | Trinidad e Tobago                                                      | Amichevole                                                             | -                                                                      | 74’                                                                    |
| 5-9-2019                                                               | Harrison                                                               | Ecuador                                                                | 1 – 0                                                                  | Perù                                                                   | Amichevole                                                             | 1                                                                      | 68’                                                                    |
| 10-9-2019                                                              | Cuenca                                                                 | Ecuador                                                                | 3 – 0                                                                  | Bolivia                                                                | Amichevole                                                             | -                                                                      | 70’                                                                    |
| 13-10-2019                                                             | Elche                                                                  | Argentina                                                              | 6 – 1                                                                  | Ecuador                                                                | Amichevole                                                             | -                                                                      | 46’                                                                    |
| Totale                                                                 |                                                                        | Presenze                                                               | 4                                                                      |                                                                        | Reti                                                                   | 1                                                                      |                                                                        |